# Lukavica (okres Zvolen)
Lukavica je obec v okrese Zvolen na středním Slovensku, v hornaté části Zvolenské kotliny v údolí potoka Lukavica.

## Historie
Lukavica byla poprvé písemně zmíněna v roce 1389 jako Lukauicha. V roce 1424 část patřila jako poddanská ves k panství Sohl a druhá část patřila šlechtickému rodu Lukavických. V letech 1582 až 1660 byla Lukavica poplatná Osmanské říši. Obyvatelé byli kdysi známí čižbáři; podle historika Mateje Bela se každý podzim konala organizovaná soutěž v chytání ptáků.

## Pamětihodnosti
- Novogotická zvonice z konce 19. století.